# 日進ジャンクション
日進ジャンクション（にっしんジャンクション）は、愛知県日進市北部にある東名高速道路と名古屋瀬戸道路を接続するジャンクションである。

## 概要
東名高速道路 名古屋ICと愛知県道6号力石名古屋線（グリーンロード）の渋滞緩和を図るため、東名高速道路・国道153号・名古屋環状2号線（専用部・一般部）・東海環状自動車道とのアクセスハブとなるべく名古屋圏の自動車専用道路網を形成する地域高規格道路となっている。
2005年（平成17年）3月25日から同年9月25日まで長久手町（現・長久手市）などで開催された2005年日本国際博覧会（愛知万博）（愛・地球博）会場へのアクセス道路として、名古屋瀬戸道路 日進JCT - 長久手IC間が活用された。
現在、日進JCT - 日進IC（仮称）間が事業中ではあるが、愛知県が用地買収に着手したばかりで未着工である。

## 接続している道路
- E1 東名高速道路（20-2番）
- 名古屋瀬戸道路（20-2番）

## 歴史
- 2004年（平成16年）11月27日 : 名古屋瀬戸道路 日進JCT - 長久手IC間開通に伴い供用開始。

## 隣
E1 東名高速道路
(20-1) 東名三好IC - 東郷PA/SIC（SICは事業中） - (20-2) 日進JCT - (21) 名古屋IC
名古屋瀬戸道路
日進IC（仮称） - (20-2) 日進JCT - 長久手TB - (20-3) 長久手IC